# Hyperolius torrentis
Hyperolius torrentis är en groddjursart som beskrevs av Schiøtz 1967. Hyperolius torrentis ingår i släktet Hyperolius och familjen gräsgrodor. IUCN kategoriserar arten globalt som starkt hotad. Inga underarter finns listade i Catalogue of Life.